# خدا در اسلام
خدا یکی از مفاهیم کلیدی در اسلام بوده و نام او الله است. خدا آفریدگار جهان و کامل‌ترین وجود، مفهوم محوری اغلب ادیان به ویژه ادیان ابراهیمی است. مفاهیم و تعاریف گوناگونی از خدا در ادیان و مذاهب و ذهن اشخاص وجود دارد. میان اعتقاد به خدا و دینداری رابطه ناگزیری برقرار نیست و برخی مردم که به دین معتقد نیستند، به خدا باور دارند. اللّه اسم خاصی که بر ذات دارای جمیع صفات کمالی خداوند اطلاق می‌شود. این واژه که مشهورترین اسم خداوند است، در اصل عربی است و احکام خاصی دارد؛ مانند ممنوعیت لمس کردن لفظ نوشته شده آن بدون طهارت. از جمله مهم‌ترین خصوصیات این واژه می‌توان به قرار گرفتن در کلمه توحید و شهادت به توحید و ممنوعیت استفاده از آن برای غیر خداوند اشاره کرد.

## اعتقاد به خدا
محور اصلی همه مفاهیم دین اسلام خدا می‌باشد. مسلمان کسی است که فقط به خدای یگانه اعتقاد داشته باشد و محمد را فرستاده او بداند. در واقع رسالت محمد نیز شناخت خدا بوده است. اصلی‌ترین محور اندیشه اسلامی، توحید و نفی شرک است. چنانچه در قرآن کتاب مسلمانان سوره نساء آیه ۱۱۶ آمده که خدا گناه شرک را نمی‌بخشد.

## خدا در قرآن و اسلام
نام خاص خدا «الله» بارها در قرآن آمده است. علاوه بر آن رحمان و رب هم در قرآن به عنوان نام‌های خدا بکار رفته است. مطابق قرآن آدمیان خدا را می‌شناسند و به خدایی او شهادت داده‌اند: «و اذ اخذربک من بنی آدم من ظهورهم ذریتهم و اشهدهم علی انفسهم الست بربکم قالوا بلی» به این معنا که: «به یاد آر هنگامی که خدای تو از فرزندان آدم ذریه آنها را برگرفت و آنها را بر خودشان گواه ساخت که آیا من پروردگار شما نیستم؟ همه گفتند: بلی»، و خلقت آدم با شناخت خدا در عالم الست بوده است. و گمراهی بشر سبب شرک به خدا شده است.
قرآن خدا را اینگونه توصیف کرده است: آفریدگاری که جز او نیست، به پنهان و آشکار آگاهی دارد. بر همه چیز پیروز، توانمند و از همه چیز برتر است. او از هر گونه شریک بی‌نیاز است و آفریدگاری است که صورتگری همه موجودات به دست اوست. آنچه را که بخواهد انجام می‌دهد و آنچه که انجام می‌دهد برخواسته از حکمت و تدبیر است.

## خدا در احادیث
احادیثی که در اسلام دربارهٔ خدا آمده دو دسته می‌باشند: احادیث قدسی که در به ادعای بعضی سخن خدا هستند، که در یکی از این احادیث خداوند گفته: گنجی مخفی بودم، دوست داشتم شناخته شوم، خلق را آفریدم تا شناخته شوم. و دیگری احادیث پیامبر اسلام و امامان شیعه هست مانند آنکه گفته شده خودش را بشناسید به تحقیق پروردگارش را شناخته است.

## خدا از دیدگاه متکلمان
کلام متکلمان دربارهٔ خدا را می‌توان به چند دسته تقسیم کرد:
1. بحث دربارهٔ وجود خدا و اثبات آن
2. بحث دربارهٔ توحید خدا و اثبات آن و نفی شرکت به‌طور عام و نفی ثنویت و تثلیث
3. بحث دربارهٔ صفات خدا که خود دارای چند بخش می‌باشد
4. بحث در توفیقی بودن یا نبودن اسما و صفات خدا
5. بحث دربارهٔ تشبیه و تنزیه و تعطیل
6. بحث دربارهٔ کلام خدا و حادث و قدیم بودن آن
7. بحث دربارهٔ نسبت قدرت و علم و رحمت خدا با افعال بندگان و مخلوقات

## خدا از دیدگاه فلاسفه اسلامی
فیلسوفان اسلامی آمیزه‌هایی از آرای افلاطون، ارسطو و فلوطین را در اختیار داشتند و تلاش می‌کردند با اخذ و اقتباس مفاهیمی از آنان به بازسازی الهیات بپردازند. فیلسوفان اسلامی تلاش کرده‌اند برای واجب الوجود فلسفی استدلال‌هایی را ذکر کنند. در اندیشه ملاصدرا همه جهان در حرکتی ذاتی و جوهری است. این حرکت بازگشت صعودی موجودات و حشر و قیام و معاد و حتی صورت جسمانی آن را تضمین می‌کند.
برخی اساساً وجود خدا رو بدیهی می‌دانند و معتقدند نیازی به استدلال برای وجود خدا نیاز نیست. برخی دیگر اما بر وجود خدا استدلال اقامه کرده ند. بعضی از آنها وجود خدا را به‌صورت پیش‌بینی اثبات کرده‌اند یعنی مخلوقات واسطه اثبات خدا نیستند مانند برهان صدیقین، برهان وجودی، برهان فطرت، برهان تجربه دینی، برهان اخلاقی، برهان معقولیت. بعضی دیگر وجود خدا را به‌صورت انی اثبات کرده‌اند و مخلوقات واسطه اثبات خدا هستند. مانند برهان علّی، برهان امکان و وجوب، برهان نظم، برهان حرکت، برهان درجات کمال، برهان معجزه، برهان فسخ عزایم.

## خدا از نظر عرفا
خدا از نظر عارفان یکی می‌باشد که دو و غیر ندارد. هر نوع دوتایی بودن و چندگانگی مردود است. خداوند، آن گنجِ مشتاقِ ظهور، هم باطنِ هستی (غیب، وحدت، تجلی بر خویش، فیض اقدس، حضرت اسماء) وهم ظاهرِ هستی (شهود، کثرت، خیال، فیض مقدس، مظاهر اسماء) هم اول وهم آخر است. پس وجود و هستی واحد و یگانه است و غیر از حق چیزی موجود نیست. به قولی حق، شخص است و عالَم سایه اوست ودر اسماء متعدد، خویش رابر خویش عیان می‌سازد. (همه اسماء دلالت بر مسمائی واحد دارند) نوری است که انکشافْ ذاتی اوست. زیبارویی است که تاب مستوری ندارد، بلکه همان سایه‌ها نیز هم حق اند وهم غیرحق، مخلوقات آینه‌هایی هستند که جمال واسماء جمیلِ اورا نمایش می‌دهند وانسان تصویر کاملی از اوست.
خدا به‌طور کلی از منظر عرفان به صورتی متفاوت از دیگران دیده می‌شود و حتی می‌توان گفت در تقابل با خدای فیلسوفان قرار می‌گیرد. در مباحث عرفانی مباحث استدلالی و عقلی مورد توجه نبوده بلکه بر رابطه دو سویه انسان و خدا تأکید شده است که از آن تعبیر به عشق می‌کنند. از نظر آنها شناخت خدا معرفی است که پیش شرط آن سلوک عملی و غایت آن شهود و اشراق و کشف حجاب و رفع و طرد خود و هواهای نفسانی است.

## نام‌ها و صفات
مسلمانان بر طبق روایات نام‌های خدا را ۹۹ اسم می‌دانند که یکی از آنها اسم اعظم می‌باشد.
در قرآن صفات مختلفی برای خدا ذکر شده است که به چند دسته عمده تقسیم‌بندی می‌شوند:
قدرت مطلق خدا: مانند قدیر، غنی، قوی، کبیر، عظیم
علم مطلق خدا: مانند حکیم، سمیع، بصیر، خبیر
خیر محض بودن خدا: لطیف، رزاق، غفور، حافظ، وکیل
رحمان بودن:اشاره به بخشندگی و مهربانی دارد